# 3633 Mira
3633 Mira è un asteroide della fascia principale. Scoperto nel 1980, presenta un'orbita caratterizzata da un semiasse maggiore pari a 2,3118234 UA e da un'eccentricità di 0,1016007, inclinata di 3,30866° rispetto all'eclittica.
L'asteroide è dedicato a Hugo Mira (1937-1994), ricercatore esperto nello studio dei corpi minori.